# 30 Minutes
"30 Minutes" là một bài hát được thu âm bởi nhóm nhạc người Nga t.A.T.u; được trích ra từ album tiếng Anh đầu tiên của họ là 200 km/h in the Wrong Lane (2002). Bài hát được sáng tác bởi Sergio Galoyan, Martin Kierszenbaum, Ivan Shapovalov và Valeriy Polienko, trong khi đó khâu sản xuất bài hát được đảm nhiệm bởi Kierzszenbaum và Robert Orton. Bài hát được phát hành dưới dạng đĩa đơn chính thức thứ ba từ album thông qua hai hãng đĩa Universal và Interscope vào tháng 6 năm 2003. Phiên bản tiếng Nga của bài hát, "30 Minut", đã được phát hành tại Nga trước khi phiên bản tiếng Anh ra mắt.
"30 phút" nhận được nhiều lời khen ngợi của các nhà phê bình âm nhạc, một số cho rằng khi so sánh bài hát với những bản ballad khác thì nó thật sự tinh tế và êm dịu. Bài hát cũng được gọi là một điểm sáng của album, tuy nhiên nó lại là một thất bại về mặt thương mại khi không được xếp hạng tại nhiều bảng xếp hạng trên thê giới. Nó chỉ lọt vào được top 40 tại bảng xếp hạng của Romania. Video âm nhạc của bài hát được lấy lại từ video phiên bản tiếng Nga và chỉnh sửa để phù hợp với phiên bản tiếng Anh rồi sau đó mới được phát hành.

## Bối cảnh và phát hành
"30 phút" được sáng tác bởi Sergio Galoyan, Martin Kierszenbaum, Ivan Shapovalov và Valeriy Polienko. Bài hát được phát hành dưới dạng đĩa đơn chính thức thứ ba từ album thông qua hai hãng đĩa Universal và Interscope vào tháng 6 năm 2003.
"30 phút" không phải là sự lựa chọn ban đầu cho đĩa đơn thứ ba của nhóm. Ban đầu hãng đĩa Interscope định chọn "Show Me Love" làm đĩa đơn thứ ba, tuy nhiên một thời gian ngắn sau, bài hát đã bị loại bỏ mà không rõ lý do. Video âm nhạc cho "Show Me Love" đã được phát hành nhưng chỉ ở thị trường Ba Lan, cùng với CD và nó cũng chỉ được gửi đến đài phát thanh ở quốc gia này. "30 phút" chỉ được phát hành dưới dạng đĩa đơn quảng bá tại Châu Âu với 3 phiên bản: bản gốc trong album, bản phối lại (remix) và bản video âm nhạc.

## Tiếp nhận
"30 phút" nhận được nhiều lời khen ngợi của các nhà phê bình âm nhạc. Drago Bonacich từ Allmusic gọi bài hát là một điểm nhấn trong album. James Martin của The Digital Mix thì gọi nó là một bài hát với "tiếng đệm đàn dương cầm gây ám ảnh" và kết luận rằng giai điệu bài hát mang chút gì đó ớn lạnh như Siberia. Sputnikmusic thì mô tả bài hát là "bản ballad tuyệt vời với phần giái điệu êm dịu". Matt Cibula từ PopMatters thì miêu tả bài hát như "bản ballad chậm rãi".
Tuy nhiên bài hát lại là một thất bại về mặt thương mại khi không được xếp hạng tại nhiều bảng xếp hạng trên thê giới. Bài hát đạt hạng 34 tại bảng xếp hạng Romanian Singles Chart.

## Video âm nhạc
Video cho thấy hình ảnh Lena cùng người bạn trai của cô đang ôm ấp, tình tứ với nhau trên vòng quay ngựa ở khu vui chơi. Có cận cảnh bàn tay của chàng trai bóp mông của Lena. Váy của cô được tung lên và áo sơ mi cũng được nâng lên, và đỉnh điểm của cảnh quay này là phần ngực của Lena lộ rõ. Yulia bắt gặp Lena đang hôn chàng trai qua kính cửa sổ của phòng vệ sinh trường học, rồi cô vạch nên một âm mưu và tự rắp láp một quả bom hẹn giờ. Trong phần cuối của video, khi quả bom đếm ngược đến 0 thì cặp tình nhân, vòng quay ngựa lẫn Yulia nều nổ tung.
Video có một kết thúc mở, ngụ ý rằng Yulia đang ở trong mối quan hệ yêu đương với một trong hai người của cặp tình nhân đang ngồi trên vòng quay ngựa. Và vụ giết người (và tự tử) chính là kết quả của hoặc là Lena hoặc là chàng trai kia không chung thủy, mặc dù nó cũng có thể là tình yêu không được đáp lại cho một trong hai. Điều thú vị là lời bài hát ở phiên bản tiếng Nga và phiên bản tiếng Anh thì rất khác nhau về ý nghĩa, cho nên video có thể giải thích theo nhiều cách khác nhau tùy thuộc vào lời bài hát.

### Kiểm duyệt
Đạo diễn cho video âm nhạc là Ivan Shapovalov và ông cũng là đạo diễn cho các video âm nhạc trước đó của nhóm. Video được phát trên truyền hình đã được kiểm duyệt khi phân đoạn ngực của Lena bị lộ ra khi tình tứ với chàng trai đã được cắt bỏ. Phần cuối của video khi quả bom phát nổ cũng được rút ngắn lại và thay vào là việc thêm nhiều phân cảnh khi Yulia đứng nhìn cặp tình nhân và khi cô ngồi lắp ráp quả bom.

## Danh sách bài hát
Bản CD quảng bá tại châu Âu
1. "30 Minutes" (Phiên bản album) 3:16
2. "30 Minutes" (Remix) 5:54
3. "30 Minutes" (Video âm nhạc)

Các bản phối lại khác
- 30 Minutes (Dave Aude Extension 119 Club Vocal) 7:59
- 30 Minut (HarDrum Remix) 4:02
- 30 Minut (Naked Mix Moscow Grooves Institute) 5:57
- 30 Minut (Raga Mix By That Black) 5:15
- 30 Minutes (Dubstep Remix) 3:36

## Sử dụng nhạc nền
Phần nhạc nền của bài hát được rapper Lil' Wayne sử dụng lại trong bài hát "Dear Anne (Stan Part 2)" của anh.

## Xếp hạng
| Bảng xếp hạng              | Vị trí cao nhất |
| -------------------------- | --------------- |
| Romania (Romanian Top 100) | 34              |